# Centrum Babylon Liberec

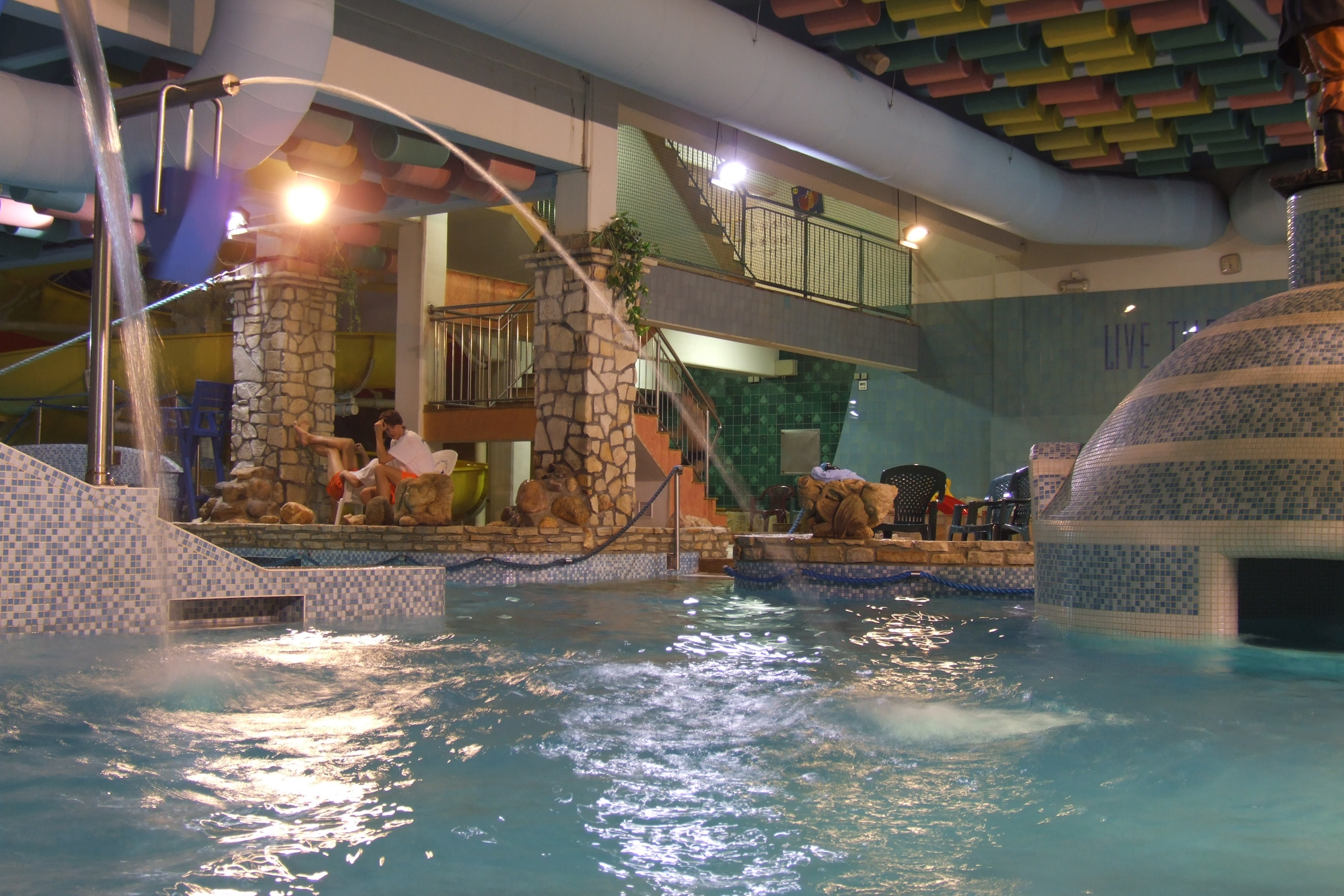
Aquapark

Centrum Babylon Liberec – kompleks handlowy, hotelowy i rozrywkowy w mieście Liberec, w północnych Czechach. Znajduje się w nim m.in. aquapark, hotel 4-gwiazdkowy, kasyno, kino trójwymiarowe, centrum handlowe, restauracje, winiarnia, pub, oraz centrum konferencyjne "Business Center".
Zajmuje powierzchnię 30 tysięcy m² i jest największym takim kompleksem w Czechach oraz największy park wodny w kraju. Założony został w 1997, po przebudowie dawnej fabryki odzieżowej. Właścicielem jest były liberecki radny Miloš Vajner.